# Миттиг, Руди
Ру́ди Ми́ттиг (нем. Rudi Mittig; 26 января 1925, Либерец — 28 августа 1994, Берлин) — заместитель министра государственной безопасности ГДР в 1975—1989 годах. Член ЦК СЕПГ в 1986—1989 годах.

## Биография
Миттиг родился в семье владельца фабрики прохладительных напитков. Окончив среднюю школу, Миттиг в 1939—1942 годах обучался в инженерной школе и стал каменщиком. В 1943 году был призван на работу Имперской службой труда, позднее был призван на службу в вермахт. В 1945—1949 годах Миттиг находился в советском плену и с 1948 года проходил подготовку в антифашистской школе.
В 1950 году Миттиг вернулся к обучению в инженерной школе и окончил её с дипломом инженера высотного строительства. В 1950 году вступил в СЕПГ. В 1950—1952 годах работал инженером-конструктором, в 1952 году получил направление в Министерство государственной безопасности ГДР. Работал на различных должностях в окружном управлении МГБ в Потсдаме (его заместителем по оперчасти несколько лет был Петер Кох). В 1956—1963 годах входил в состав окружного комитета СЕПГ в Потсдаме. В сентябре 1963 года возглавил XVIII главный отдел по народном хозяйству в Берлине. В 1966 году поступил на заочное обучение в Высшей школе Министерства государственной безопасности ГДР и окончил её в 1968 году с дипломом юриста. 26 сентября 1969 года получил звание генерал-майора. В 1975 году Миттиг был назначен заместителем министра госбезопасности, сменив на этой должности Фрица Шрёдера. В 1976 году Миттиг был принят кандидатом в члены ЦК СЕПГ, в 1986 году стал членом ЦК СЕПГ. В феврале 1987 года получил звание генерал-полковника. После мирной революции в ГДР Миттиг был освобождён от должности в декабре 1989 года и уволен в январе 1990 года. Последние годы жизни провёл в качестве пенсионера в Берлине.